# Katholischer Friedhof (Twistringen)
Der katholische Friedhof Twistringen ist ein Friedhof in der Stadt Twistringen im niedersächsischen Landkreis Diepholz. Der Begräbnisplatz für die Verstorbenen aus der katholischen Kirchengemeinde St. Anna Twistringen liegt in der Kernstadt Twistringen östlich der B 51 an der Kolpingstraße südlich von St. Anna. Er ist ca. 160 m lang und 170 m breit.

## Besonderheiten
- Baudenkmale auf dem Friedhof (siehe Liste der Baudenkmale in Twistringen):
  - 14 Stelen der Kreuzwegstationen und zwei Mausoleen

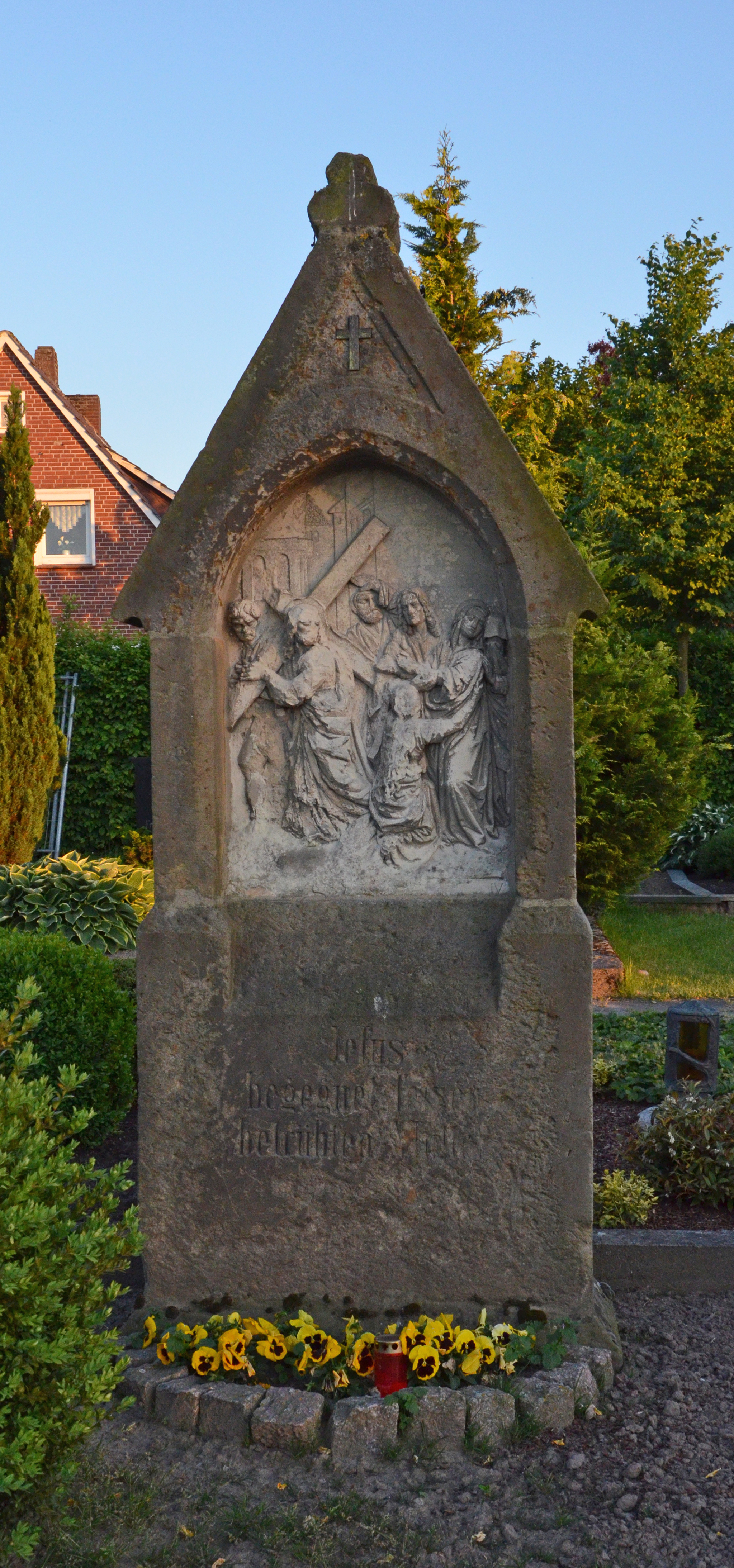
Kreuzwegstation
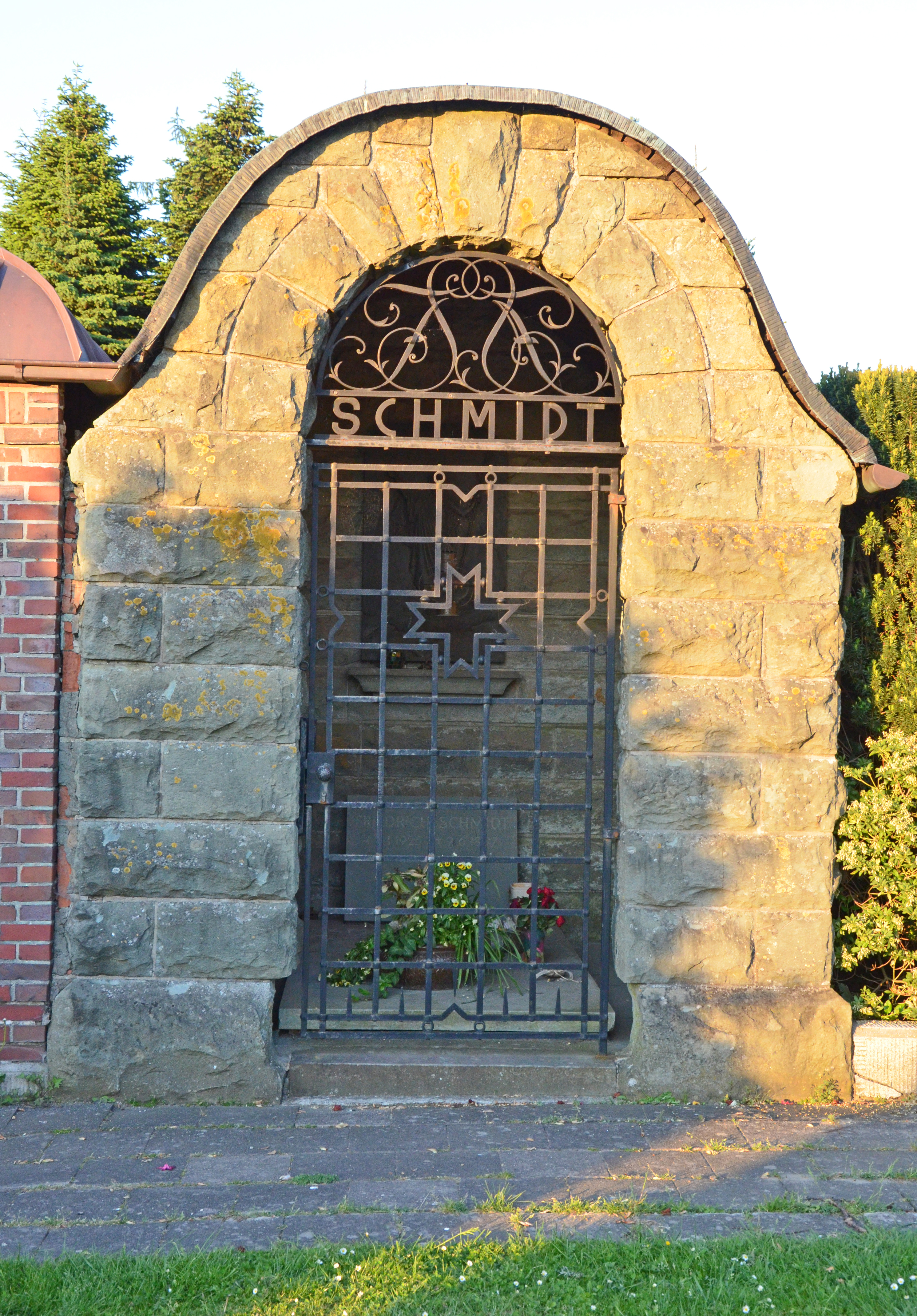
Mausoleum I
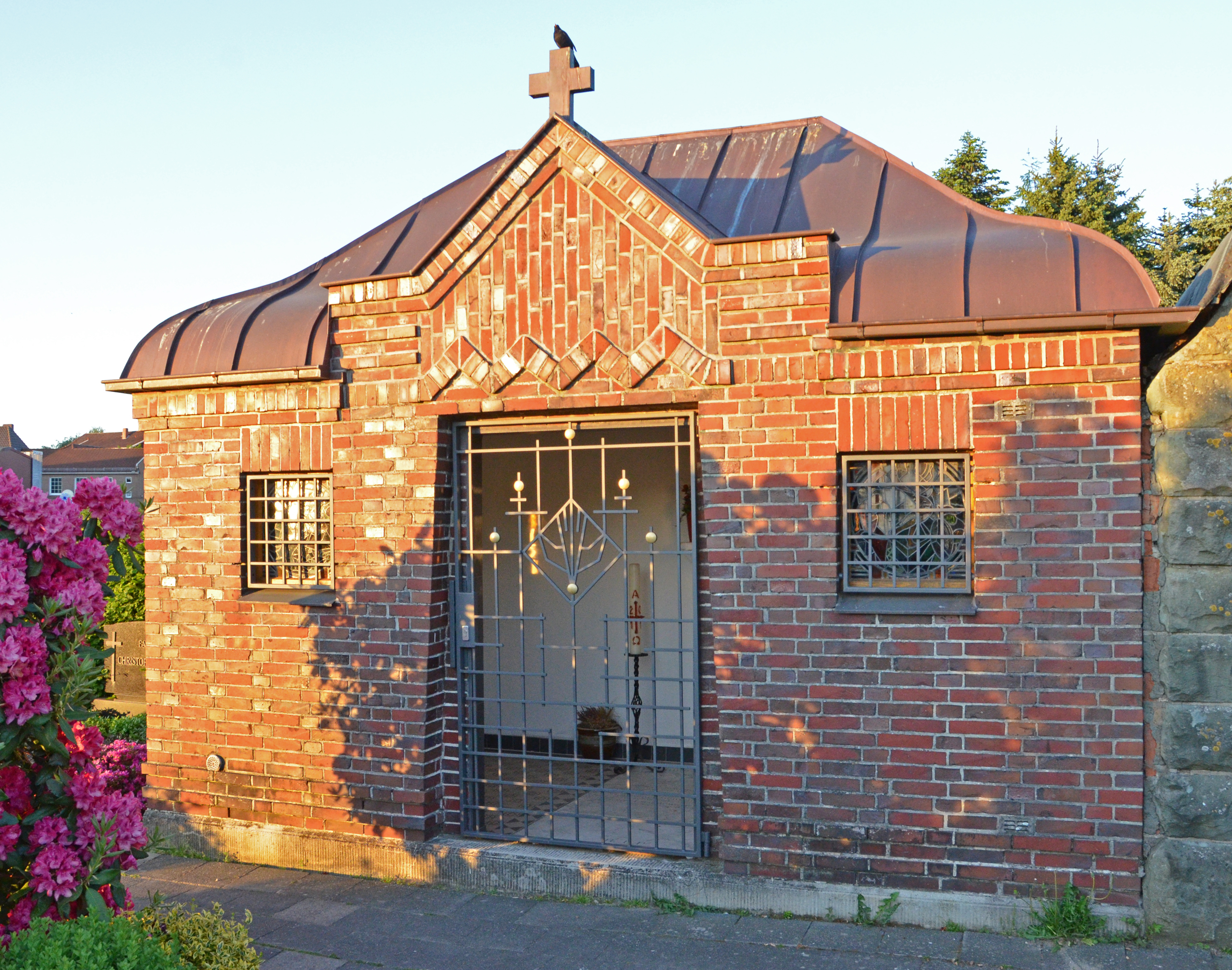
Mausoleum II

- Kriegsgräberstätten. Auf dem Friedhof ruhen insgesamt 17 Tote beider Weltkriege und der nationalsozialistischen Gewaltherrschaft in einer kleinen gepflegten Anlage in unmittelbarer Nähe des Friedhofsobelisken[1]:
  - in einem Gemeinschaftsgrab vier russische Kriegsgefangene des Ersten Weltkrieges, verstorben 1918,
  - acht polnische Staatsbürger, gestorben in den Jahren 1941–1945,
  - drei deutsche Soldaten, gefallen in den Endkämpfen im April 1945 und
  - ein ukrainischer und ein italienischer Staatsbürger, verstorben 1945.